# 磯貝正義
磯貝 正義（いそがい まさよし、1912年5月25日 - 2008年7月25日）は、日本の歴史学者。山梨大学名誉教授。山梨県立考古博物館初代館長、武田氏研究会会長、山梨県史編さん委員会委員長。専門は日本古代史。

## 略歴
岐阜県土岐郡時村（瑞浪市土岐町）に、父・磯貝謙造、母・操の長男として生まれる。磯貝家は岩村藩大給松平家家臣で、母方の実家伊東家は長百姓の家柄。磯貝家は祖父や叔父が製糸工場を経営しており、父の謙造は小学校校長。
岐阜県大垣中学校、第八高等学校を経て、1936年（昭和11年）に東京帝国大学文学部国史学科を卒業し、大学院へ進む。大学時代は古代史学を専攻し坂本太郎に学び、卒業論文は「律令時代に於ける地方政治、特に郡司を中心として」。卒業論文の研究テーマはその後も継続し、1978年（昭和53年）には『郡司及び采女制度の研究』として結実する。
1938年（昭和13年）には同大学院を満期退学し、当時の文部省に勤務し、文部省宗務局保存課・宗務課に所属する。
戦後、1946年（昭和21年）に山梨県へ移り、山梨師範学校教授、山梨大学教育学部教授を歴任。その間に図書館長や教育学部長などの役職をつとめた。1978年に定年退職し名誉教授となり、山梨県立考古博物館の初代館長や武田氏研究会の会長を務める。また、『山梨県史』の編纂においては編纂委員会委員長や古代部会会長を務めた。1988年大河ドラマ『武田信玄』監修を務めた。96歳で死去。

## 業績
- 専門は日本古代史で、山梨大学時代から古代史領域から発展した甲斐源氏および甲斐武田氏研究へと移る。
- 野口賞を受賞した『甲斐源氏と武田信玄』は学術的な史料批判に基づき甲斐源氏の発祥から信玄期の治世、川中島の戦いに至る総合的な武田氏研究を反映した定本として評価されている。
- 『山梨県の歴史』で県史を一般にも紹介し、『甲陽軍鑑』をはじめ『王代記』『塩山向岳禅菴小年代記』など武田氏研究における史料の刊行にも携わっている。
- 1960年（昭和35年）には山梨県文化財調査委員、1976年（昭和51年）からは文化財保護審議会長となり、文化財保護・史跡整備にも携わる。
- 靖国神社問題や建国記念日の問題、歴史学と歴史教育の関係など社会問題にも言及している。

## 受賞
- 1984年叙勲三等授旭日中綬章。
- 2008年叙正四位。

## 著書
- 『武田信玄』（新人物往来社、1970年）
- 『武田信重』（武田信重公史蹟保存会、1974年、2010年に戎光祥出版より『中世武士選書1 武田信重』として復刻）
- 『郡司及び采女制度の研究』（吉川弘文館、1978年）
- 『甲斐源氏と武田信玄』（岩田書院、2002年）野口賞受賞
- 磯貝正義編『武田信玄のすべて』（新人物往来社、1978年）
- 磯貝正義・飯田文彌編『山梨県の歴史』（山川出版社、1977年）
- 磯貝正義・村上直編『甲斐近世史の研究』（雄山閣、1974年）
- 磯貝正義・服部治則監修『王代記』（文林堂書店、1976年）
- 磯貝正義・服部治則監修『塩山向岳禅菴小年代記』（文林堂書店、1975年）
- 磯貝正義・服部治則校訂『甲陽軍鑑』（人物往来社、1966年）

この他、自治体史編纂など地域の歴史研究に多く関わる。